# Lista de telenovelas e séries da ABS-CBN

Logotipo atual da ABS-CBN Corporation.

Esta é a lista de telenovelas e séries de televisão produzidas pela ABS-CBN Corporation.

## Década de 1960

### 1963
| Título                  | Data de estreia        | Data final            |
| ----------------------- | ---------------------- | --------------------- |
| Hiwaga sa Bahay na Bato | 23 de setembro de 1963 | 25 de janeiro de 1964 |

### 1964
| Título              | Data de estreia | Data final |
| ------------------- | --------------- | ---------- |
| Larawan ng Pag-ibig | 1964            | 1964       |

### 1966
| Título          | Fecha de estreno | Fecha final |
| --------------- | ---------------- | ----------- |
| Prinsipe Amante | 1966             | 1966        |

## Década de 1970
| Título | Data de estreia | Data final               |
| ------ | --------------- | ------------------------ |
| Elisa  | 1970            | 22 de septiembre de 1972 |

## Década de 1980

### 1986
| Título                 | Data de estreia        | Data final             |
| ---------------------- | ---------------------- | ---------------------- |
| Angkan                 | 15 de setembro de 1986 | 1988                   |
| Luneta: Discovery Hour | 15 de setembro de 1986 | 21 de novembro de 1986 |
| Hilakbot               | 15 de setembro de 1986 | 21 de novembro de 1986 |
| Ina                    | 15 de setembro de 1986 | 12 de dezembro de 1986 |

### 1987
| Título         | Data de estreia | Data final    |
| -------------- | --------------- | ------------- |
| Ang Pamilya Ko | abril de 1987   | junho de 1987 |

### 1988
| Título                | Data de estreia | Data final |
| --------------------- | --------------- | ---------- |
| Pag-ibig o Karangalan | 1988            | 1990       |
| Umiikot ang Kapalaran | 1988            | 1988       |

### 1989
| Título                    | Data de estreia         | Data final             |
| ------------------------- | ----------------------- | ---------------------- |
| Agila                     | 20 de fevereiro de 1989 | 7 de fevereiro de 1992 |
| Bubog sa Puso             | 1989                    | 1989                   |
| Sta. Zita At Si Mary Rose | 1989                    | 1991                   |
| Anna Luna                 | 27 de novembro de 1989  | 30 de setembro de 1994 |

## Década de 1990

### 1991
| Título                 | Data de estreia | Data final           |
| ---------------------- | --------------- | -------------------- |
| Isabel, Sugo ng Birhen | 1991            | 3 de janeiro de 1992 |
| Sebya, Mahal Kita      | 1991            | 1992                 |

### 1992
| Título     | Data de estreia         | Data final              |
| ---------- | ----------------------- | ----------------------- |
| Valiente   | 10 de fevereiro de 1992 | 27 de janeiro de 1995   |
| Mara Clara | 17 de agosto de 1992    | 14 de fevereiro de 1997 |

### 1995
| Título           | Data de estreia     | Data final             |
| ---------------- | ------------------- | ---------------------- |
| Familia Zaragoza | 11 de junho de 1995 | 29 de setembro de 1996 |

### 1996
| Título | Data de estreia     | Data final             |
| ------ | ------------------- | ---------------------- |
| Gimik  | 15 de junho de 1996 | 6 de fevereiro de 1999 |

### 1997
| Título       | Data de estreia         | Data final          |
| ------------ | ----------------------- | ------------------- |
| Esperanza    | 17 de fevereiro de 1997 | 30 de julho de 1999 |
| Mula sa Puso | 10 de março de 1997     | 9 de abril de 1999  |
| !Oka Tokat   | 24 de junio de 1997     | 2 de julio de 2002  |

### 1999
| Título               | Data de estreia         | Data final             |
| -------------------- | ----------------------- | ---------------------- |
| Marinella            | 8 de fevereiro de 1999  | 11 de maio de 2001     |
| G-mik                | 20 de fevereiro de 1999 | 9 de novembro de 2002  |
| Ang Munting Paraiso  | 6 de março de 1999      | 11 de maio de 2002     |
| Tabing Ilog          | 14 de março de 1999     | 19 de outubro de 2003  |
| Saan Ka Man Naroroon | 12 de abril de 1999     | 23 de março de 2001    |
| Labs Ko Si Babe      | 2 de agosto de 1999     | 10 de novembro de 2000 |

## Década de 2000

### 2000
| Título         | Data de estreia        | Data final             |
| -------------- | ---------------------- | ---------------------- |
| Pangako Sa 'Yo | 13 de novembro de 2000 | 20 de setembro de 2002 |

### 2001
| Título                    | Data de estreia     | Data final              |
| ------------------------- | ------------------- | ----------------------- |
| Sa Dulo Ng Walang Hanggan | 26 de março de 2001 | 28 de fevereiro de 2003 |
| Recuerdo de amor          | 14 de maio de 2001  | 10 de janeiro de 2003   |
| Sa Puso Ko Iingatan Ka    | 18 de junho de 2001 | 14 de fevereiro de 2003 |
| Your Honor                | 22 de junho de 2001 | 2002                    |

### 2002
| Título                  | Data de estreia        | Data final             |
| ----------------------- | ---------------------- | ---------------------- |
| Kay Tagal Kang Hinintay | 8 de julho de 2002     | 14 de novembro de 2003 |
| Bituin                  | 23 de setembro de 2002 | 23 de maio de 2003     |
| Kapalaran (regional)    | setembro de 2002       | janeiro de 2004        |
| Berks                   | 16 de novembro de 2002 | 20 de março de 2004    |

### 2003
| Título                 | Data de estreia       | Data final             |
| ---------------------- | --------------------- | ---------------------- |
| Darating ang Umaga     | 3 de março de 2003    | 14 de novembro de 2003 |
| Sana'y Wala Nang Wakas | 19 de maio de 2003    | 9 de julho de 2004     |
| Basta't Kasama Kita    | 26 de maio de 2003    | 24 de setembro de 2004 |
| It Might Be You        | 8 de dezembro de 2003 | 10 de dezembro de 2004 |

### 2004
| Título                  | Data de estreia         | Data final             |
| ----------------------- | ----------------------- | ---------------------- |
| Marina                  | 23 de fevereiro de 2004 | 12 de novembro de 2004 |
| Sarah the Teen Princess | 1 de março de 2004      | 22 de outubro de 2004  |
| Mangarap Ka             | 29 de março de 2004     | 8 de outubro de 2004   |
| Seasons of Love         | 6 de junho de 2004      | 2005                   |
| Hiram                   | 12 de julho de 2004     | 20 de maio de 2005     |
| Maid in Heaven          | 16 de agosto de 2004    | 19 de novembro de 2004 |
| Krystala                | 11 de outubro de 2004   | 22 de abril de 2005    |
| Spirits                 | 13 de dezembro de 2004  | 6 de maio de 2005      |

### 2005
| Título                      | Data de estreia        | Data final              |
| --------------------------- | ---------------------- | ----------------------- |
| 'Til Death Do Us Part       | 31 de janeiro de 2005  | 13 de maio de 2005      |
| Mga Anghel na Walang Langit | 9 de maio de 2005      | 24 de fevereiro de 2006 |
| Ikaw ang Lahat sa Akin      | 16 de maio de 2005     | 4 de novembro de 2005   |
| Kampanerang Kuba            | 6 de junho de 2005     | 16 de diciembre de 2005 |
| Vietnam Rose                | 19 de setembro de 2005 | 10 de fevereiro de 2006 |
| Ang Panday                  | 7 de novembro de 2005  | 26 de maio de 2006      |

### 2006
| Título                  | Data de estreia         | Data final             |
| ----------------------- | ----------------------- | ---------------------- |
| Gulong ng Palad         | 9 de janeiro de 2006    | 12 de maio de 2006     |
| Sa Piling Mo            | 27 de fevereiro de 2006 | 25 de agosto de 2006   |
| Bituing Walang Ningning | 15 de maio de 2006      | 6 de outubro de 2006   |
| Calla Lily              | 29 de maio de 2006      | 15 de setembro de 2006 |
| Super Inggo             | 28 de agosto de 2006    | 9 de fevereiro de 2007 |
| Crazy for You           | 11 de setembro de 2006  | 29 de dezembro de 2006 |
| Maging Sino Ka Man      | 9 de outubro de 2006    | 25 de maio de 2007     |

### 2007
| Título                             | Data de estreia         | Data final             |
| ---------------------------------- | ----------------------- | ---------------------- |
| Sana Maulit Muli                   | 8 de janeiro de 2007    | 20 de abril de 2007    |
| Maria Flordeluna                   | 12 de fevereiro de 2007 | 22 de junho de 2007    |
| Palimos ng Pag-ibig                | 5 de março de 2007      | 20 de abril de 2007    |
| Rounin                             | 16 de abril de 2007     | 26 de julho de 2007    |
| Hiram Na Mukha                     | 23 de abril de 2007     | 1 de junho de 2007     |
| Walang Kapalit                     | 23 de abril de 2007     | 31 de agosto de 2007   |
| May Minamahal                      | 4 de junho de 2007      | 13 de julho de 2007    |
| Ysabella                           | 25 de junho de 2007     | 18 de janeiro de 2008  |
| Natutulog Ba ang Diyos?            | 16 de julho de 2007     | 12 de outubro de 2007  |
| Margarita                          | 30 de julho de 2007     | 21 de setembro de 2007 |
| Kokey                              | 6 de agosto de 2007     | 9 de novembro de 2007  |
| Pangarap na Bituin                 | 3 de setembro de 2007   | 7 de dezembro de 2007  |
| Lastikman                          | 24 de setembro de 2007  | 25 de janeiro de 2008  |
| Prinsesa ng Banyera                | 8 de outubro de 2007    | 23 de maio de 2008     |
| Princess Sarah                     | 12 de novembro de 2007  | 21 de dezembro de 2007 |
| Maging Sino Ka Man: Ang Pagbabalik | 10 de dezembro de 2007  | 28 de março de 2008    |

### 2008
| Título                       | Data de estreia        | Data final             |
| ---------------------------- | ---------------------- | ---------------------- |
| Patayin sa Sindak si Barbara | 7 de janeiro de 2008   | 25 de janeiro de 2008  |
| Kung Fu Kids                 | 28 de janeiro de 2008  | 25 de abril de 2008    |
| Palos                        | 28 de janeiro de 2008  | 25 de abril de 2008    |
| Lobo                         | 28 de janeiro de 2008  | 11 de julho de 2008    |
| Maligno                      | 28 de abril de 2008    | 23 de maio de 2008     |
| Ligaw na Bulaklak            | 26 de maio de 2008     | 24 de outubro de 2008  |
| My Girl                      | 26 de maio de 2008     | 5 de setembro de 2008  |
| Iisa Pa Lamang               | 14 de julho de 2008    | 7 de novembro de 2008  |
| Dyosa                        | 11 de agosto de 2008   | 16 de janeiro de 2009  |
| I Love Betty La Fea          | 8 de setembro de 2008  | 24 de abril de 2009    |
| Kahit Isang Saglit           | 15 de setembro de 2008 | 12 de dezembro de 2008 |
| Pieta                        | 27 de outubro de 2008  | 1 de maio de 2009      |
| Eva Fonda                    | 1 de dezembro de 2008  | 6 de fevereiro de 2009 |

### 2009
| Título                        | Data de estreia        | Data final             |
| ----------------------------- | ---------------------- | ---------------------- |
| Tayong Dalawa                 | 19 de janeiro de 2009  | 25 de setembro de 2009 |
| May Bukas Pa                  | 2 de fevereiro de 2009 | 5 de fevereiro de 2010 |
| Kambal sa Uma                 | 20 de abril de 2009    | 9 de outubro de 2009   |
| Only You                      | 27 de abril de 2009    | 21 de agosto de 2009   |
| Bud Brothers                  | 4 de maio 2009         | 28 de agosto de 2009   |
| The Wedding                   | 29 de junho de 2009    | 4 de setembro de 2009  |
| Katorse                       | 24 de agosto de 2009   | 8 de janeiro de 2010   |
| Dahil May Isang Ikaw          | 24 de agosto de 2009   | 15 de janeiro de 2010  |
| Ang Lalaking Nagmahal Sa Akin | 31 de agosto de 2009   | 16 de octubre de 2009  |
| Florinda                      | 7 de setembro de 2009  | 2 de outubro de 2009   |
| Lovers in Paris               | 28 de setembro de 2009 | 11 de dezembro de 2009 |
| Nagsimula sa Puso             | 12 de outubro de 2009  | 22 de janeiro de 2010  |
| Somewhere In My Heart         | 19 de outubro de 2009  | 4 de dezembro de 2009  |
| My Cheating Heart             | 7 de dezembro de 2009  | 29 de dezembro de 2010 |

## Década de 2010

### 2010
| Título                     | Data de estreia         | Data final              |
| -------------------------- | ----------------------- | ----------------------- |
| Tanging Yaman              | 11 de janeiro de 2010   | 21 de maio de 2010      |
| Kung Tayo'y Magkakalayo    | 18 de janeiro de 2010   | 9 de julho de 2010      |
| Magkano Ang Iyong Dangal?  | 25 de janeiro de 2010   | 14 de maio de 2010      |
| Love Is Only in the Movies | 1 de fevereiro de 2010  | 12 de fevereiro de 2010 |
| Habang May Buhay           | 1 de fevereiro de 2010  | 14 de maio de 2010      |
| Agua Bendita               | 8 de fevereiro de 2010  | 3 de setembro de 2010   |
| The Substitute Bride       | 15 de fevereiro de 2010 | 26 de fevereiro de 2010 |
| Rubí                       | 15 de fevereiro de 2010 | 13 de agosto de 2010    |
| You're Mine, Only Mine     | 1 de março de 2010      | 12 de março de 2010     |
| Lumang Piso Para sa Puso   | 15 de março de 2010     | 31 de março de 2010     |
| Love Me Again              | 5 de abril de 2010      | 14 de maio de 2010      |
| Impostor (telenovela)      | 17 de maio de 2010      | 17 de setembro de 2010  |
| Rosalka                    | 17 de maio de 2010      | 22 de outubro de 2010   |
| Momay                      | 24 de maio de 2010      | 17 de setembro de 2010  |
| Magkaribal                 | 28 de junho de 2010     | 5 de novembro de 2010   |
| Midnight Phantom           | 12 de julho de 2010     | 13 de agosto de 2010    |
| Noah                       | 12 de julho de 2010     | 4 de fevereiro de 2011  |
| Kristine                   | 16 de agosto de 2010    | 11 de fevereiro de 2011 |
| 1DOL                       | 6 de setembro de 2010   | 22 de outubro de 2010   |
| Alyna                      | 20 de setembro de 2010  | 11 de fevereiro de 2011 |
| Kokey @ Ako                | 20 de setembro de 2010  | 3 de dezembro de 2010   |
| Imortal                    | 4 de outubro de 2010    | 29 de abril de 2011     |
| Juanita Banana             | 25 de outubro de 2010   | 18 de fevereiro de 2011 |
| Mara Clara                 | 25 de outubro de 2010   | 3 de junho de 2011      |
| Sabel                      | 6 de dezembro de 2010   | 11 de março de 2011     |

### 2011
| Título                   | Data de estreia         | Data final              |
| ------------------------ | ----------------------- | ----------------------- |
| Mutya                    | 31 de janeiro de 2011   | 6 de maio de 2011       |
| Green Rose               | 14 de fevereiro de 2011 | 27 de maio de 2011      |
| Mana Po                  | 21 de fevereiro de 2011 | 1 de abril de 2011      |
| Minsan Lang Kita Iibigin | 7 de março de 2011      | 19 de agosto de 2011    |
| Mula sa Puso             | 28 de março de 2011     | 12 de agosto de 2011    |
| Good Vibes               | 3 de abril de 2011      | 28 de agosto de 2011    |
| 100 Days to Heaven       | 9 de maio de 2011       | 18 de novembro de 2011  |
| Guns and Roses           | 6 de junho de 2011      | 23 de setembro de 2011  |
| Reputasyon               | 11 de julho de 2011     | 20 de janeiro de 2012   |
| María la del Barrio      | 15 de agosto de 2011    | 2 de março de 2012      |
| My Binondo Girl          | 22 de agosto de 2011    | 20 de janeiro de 2012   |
| Growing Up               | 4 de setembro de 2011   | 12 de fevereiro de 2012 |
| Nasaan Ka Elisa?         | 12 de setembro de 2011  | 13 de janeiro de 2012   |
| Budoy                    | 10 de outubro de 2011   | 9 de março de 2012      |
| Angelito: Batang Ama     | 14 de novembro de 2011  | 13 de abril de 2012     |
| Ikaw Ay Pag-Ibig         | 21 de novembro de 2011  | 27 de janeiro de 2012   |

### 2012
| Título                     | Data de estreia        | Data final             |
| -------------------------- | ---------------------- | ---------------------- |
| Walang Hanggan             | 16 de janeiro de 2012  | 26 de outubro de 2012  |
| Lumayo Ka Man Sa Akin      | 23 de janeiro de 2012  | 4 de maio de 2012      |
| Mundo Man ay Magunaw       | 30 de janeiro de 2012  | 13 de julho de 2012    |
| E-Boy                      | 30 de janeiro de 2012  | 13 de abril de 2012    |
| Oka2Kat                    | 4 de fevereiro de 2012 | 5 de maio de 2012      |
| Wako Wako                  | 5 de março de 2012     | 25 de maio de 2012     |
| Dahil Sa Pag-ibig          | 12 de março de 2012    | 29 de junho de 2012    |
| Kung Ako'y Iiwan Mo        | 16 de abril de 2012    | 16 de novembro de 2012 |
| Princess and I             | 16 de abril de 2012    | 1 de fevereiro de 2013 |
| Aryana                     | 7 de maio de 2012      | 25 de janeiro de 2013  |
| Hiyas                      | 28 de maio de 2012     | 13 de julho de 2012    |
| Lorenzo's Time             | 2 de julho de 2012     | 5 de outubro de 2012   |
| Be Careful With My Heart   | 9 de julho de 2012     | 28 de novembro de 2014 |
| Kahit Puso'y Masugatan     | 9 de julho de 2012     | 1 de fevereiro de 2013 |
| Pintada                    | 16 de julho de 2012    | 2 de novembro de 2012  |
| Angelito: Ang Bagong Yugto | 16 de julho de 2012    | 14 de dezembro de 2012 |
| Ina, Kapatid, Anak         | 8 de outubro de 2012   | 14 de junho de 2013    |
| A Beautiful Affair         | 29 de outubro de 2012  | 18 de janeiro de 2013  |
| Paraiso                    | 5 de novembro de 2012  | 5 de abril de 2013     |

### 2013
| Título                       | Data de estreia         | Data final             |
| ---------------------------- | ----------------------- | ---------------------- |
| Kailangan Ko'y Ikaw          | 21 de janeiro de 2013   | 19 de abril de 2013    |
| May Isang Pangarap           | 21 de janeiro de 2013   | 17 de maio de 2013     |
| Kahit Konting Pagtingin      | 28 de janeiro de 2013   | 12 de abril de 2013    |
| Juan dela Cruz               | 4 de fevereiro de 2013  | 25 de outubro de 2013  |
| Apoy Sa Dagat                | 11 de fevereiro de 2013 | 5 de julho de 2013     |
| Little Champ                 | 18 de março de 2013     | 24 de maio de 2013     |
| Dugong Buhay                 | 8 de abril de 2013      | 27 de setembro de 2013 |
| My Little Juan               | 20 de maio de 2013      | 13 de setembro de 2013 |
| Annaliza                     | 27 de maio de 2013      | 21 de março de 2014    |
| Huwag Ka Lang Mawawala       | 17 de junho de 2013     | 23 de agosto de 2013   |
| Muling Buksan Ang Puso       | 8 de julho de 2013      | 4 de outubro de 2013   |
| Got to Believe               | 26 de agosto de 2013    | 7 de março de 2014     |
| Bukas Na Lang Kita Mamahalin | 2 de setembro de 2013   | 15 de novembro de 2013 |
| Galema: Anak ni Zuma         | 30 de setembro de 2013  | 28 de março de 2014    |
| María Mercedes               | 7 de outubro de 2013    | 24 de janeiro de 2014  |
| Honesto                      | 28 de outubro de 2013   | 14 de março de 2014    |

### 2014
| Título                    | Data de estreia        | Data final             |
| ------------------------- | ---------------------- | ---------------------- |
| The Legal Wife            | 27 de janeiro de 2014  | 13 de junho de 2014    |
| Ikaw Lamang               | 10 de março de 2014    | 24 de outubro de 2014  |
| Dyesebel                  | 17 de março de 2014    | 18 de julho de 2014    |
| Mirabella                 | 24 de março de 2014    | 4 de julho de 2014     |
| Moon of Desire            | 31 de março de 2014    | 15 de agosto de 2014   |
| Sana Bukas pa ang Kahapon | 16 de junho de 2014    | 10 de outubro de 2014  |
| Pure Love                 | 7 de julho de 2014     | 14 de novembro de 2014 |
| Hawak Kamay               | 21 de julho de 2014    | 21 de novembro de 2014 |
| Two Wives                 | 13 de outubro de 2014  | 13 de março de 2015    |
| Forevermore               | 27 de outubro de 2014  | 22 de maio de 2015     |
| Bagito                    | 17 de novembro de 2014 | 13 de março de 2015    |
| Dream Dad                 | 24 de novembro de 2014 | 17 de abril de 2015    |

### 2015
| Título                        | Data de estreia        | Data final              |
| ----------------------------- | ---------------------- | ----------------------- |
| Oh My G!                      | 19 de janeiro de 2015  | 24 de julho de 2015     |
| FlordeLiza                    | 19 de janeiro de 2015  | 28 de agosto de 2015    |
| Nasaan Ka Nang Kailangan Kita | 19 de janeiro de 2015  | 16 de outubro de 2015   |
| Inday Bote                    | 16 de março de 2015    | 29 de maio de 2015      |
| Bridges of Love               | 16 de março de 2015    | 7 de agosto de 2015     |
| Nathaniel                     | 20 de abril de 2015    | 25 de setembro de 2015  |
| Pangako Sa 'Yo                | 25 de maio de 2015     | 12 de fevereiro de 2016 |
| Pasión de amor                | 1 de junho de 2015     | 26 de fevereiro de 2016 |
| Ningning                      | 27 de julho de 2015    | 15 de janeiro de 2016   |
| On the Wings of Love          | 10 de agosto de 2015   | 26 de fevereiro de 2016 |
| Doble Kara                    | 24 de agosto de 2015   | 10 de febrero de 2017   |
| All of Me                     | 31 de agosto de 2015   | 29 de janeiro de 2016   |
| Ang Probinsyano               | 28 de setembro de 2015 | 12 de agosto de 2022    |
| Walang Iwanan                 | 19 de outubro de 2015  | 4 de dezembro de 2015   |
| You're My Home                | 9 de novembro de 2015  | 23 de março de 2016     |
| And I Love You So             | 7 de dezembro de 2015  | 11 de março de 2016     |

### 2016
| Título              | Data de estreia         | Data final             |
| ------------------- | ----------------------- | ---------------------- |
| Be My Lady          | 18 de janeiro de 2016   | 25 de novembro de 2016 |
| Tubig at Langis     | 1 de fevereiro de 2016  | 2 de setembro de 2016  |
| Dolce Amore         | 15 de fevereiro de 2016 | 26 de agosto de 2016   |
| We Will Survive     | 29 de fevereiro de 2016 | 15 de julho de 2016    |
| The Story of Us     | 29 de fevereiro de 2016 | 17 de junho de 2016    |
| My Super D          | 18 de abril de 2016     | 15 de julho de 2016    |
| Born for You        | 20 de junho de 2016     | 16 de setembro de 2016 |
| Till I Met You      | 29 de agosto de 2016    | 20 de janeiro de 2017  |
| The Greatest Love   | 5 de setembro de 2016   | 21 de abril de 2017    |
| Magpahanggang Wakas | 19 de setembro de 2016  | 6 de janeiro de 2017   |
| Langit Lupa         | 28 de novembro de 2016  | 28 de abril de 2017    |

### 2017
| Título                 | Data de estreia         | Data final             |
| ---------------------- | ----------------------- | ---------------------- |
| A Love to Last         | 9 de janeiro de 2017    | 22 de setembro de 2017 |
| My Dear Heart          | 23 de janeiro de 2017   | 16 de junho de 2017    |
| The Better Half        | 13 de fevereiro de 2017 | 8 de setembro de 2017  |
| Wildflower             | 13 de fevereiro de 2017 | 9 de fevereiro de 2018 |
| Pusong Ligaw           | 24 de abril de 2017     | 12 de janeiro de 2018  |
| Ikaw Lang Ang Iibigin  | 1 de maio de 2017       | 26 de janeiro de 2018  |
| La Luna Sangre         | 19 de junho de 2017     | 2 de março de 2018     |
| The Promise of Forever | 11 de setembro de 2017  | 24 de novembro de 2017 |
| The Good Son           | 25 de setembro de 2017  | 13 de abril de 2018    |
| Hanggang Saan          | 27 de novembro de 2017  | 27 de abril de 2018    |

### 2018
| Título               | Data de estreia         | Data final             |
| -------------------- | ----------------------- | ---------------------- |
| Asintado             | 15 de janeiro de 2018   | 5 de outubro de 2018   |
| Sana Dalawa ang Puso | 29 de janeiro de 2018   | 14 de setembro de 2018 |
| The Blood Sisters    | 12 de fevereiro de 2018 | 17 de agosto de 2018   |
| Bagani               | 5 de março de 2018      | 17 de agosto de 2018   |
| Since I Found You    | 16 de abril de 2018     | 10 de agosto de 2018   |
| Araw Gabi            | 30 de abril de 2018     | 12 de outubro de 2018  |
| Halik                | 13 de agosto de 2018    | 26 de abril de 2019    |
| Ngayon at Kailanman  | 20 de agosto de 2018    | 18 de janeiro de 2018  |
| Playhouse            | 17 de setembro de 2018  | 22 de março de 2019    |
| Kadenang Ginto       | 8 de outubro de 2018    | 7 de fevereiro de 2020 |
| Los Bastardos        | 15 de outubro de 2018   | 27 de setembro de 2019 |

### 2019
| Título                       | Data de estreia       | Data final          |
| ---------------------------- | --------------------- | ------------------- |
| The General's Daughter       | 21 de janeiro de 2019 |                     |
| Nang Ngumiti ang Langit      | 25 de março de 2019   |                     |
| Hiwaga ng Kambat             | 21 de abril de 2019   |                     |
| Sino ang Maysala?: Mea Culpa | 29 de abril de 2019   | 9 de agosto de 2019 |
| The Killer Bride             | 12 de agosto de 2019  |                     |
| Love Thy Woman               |                       |                     |
| Pamilya Ko                   |                       |                     |
| Starla                       |                       |                     |
| Honey My Love So Sweet       |                       |                     |
| Magica Blanca                |                       |                     |
| A Soldier's Heart            |                       |                     |